# Amador (film 2010)
Amador – hiszpański dramat filmowy z 2010 roku w reżyserii Fernando Leóna de Aranoa, opowiadający o parze imigrantów. Zdjęcia kręcono w Madrycie i Barcelonie.

## Opis fabuły
Para imigrantów Nelson (Pietro Sibille), handlarz kwiatów i Marcela (Magaly Solier) mają problemy finansowe. Kobieta postanawia od niego odejść jednak zachodzi w ciążę i dodatkowo nie ma pracy. 

## Obsada
- Magaly Solier jako Marcela
- Celso Bugallo jako Amador
- Pietro Sibille jako Nelson
- Sonia Almarcha jako Yolanda
- Fanny de Casto jako Puri
- Manolo Solo jako Cura
- Antonio Durán
- Eleazar Ortiz
- Raquel Pérez

## Nagrody  nominacje
Lato filmów
- nominacja: Nagroda jury konkursu na film z najlepszym scenariuszem – Udział w konkursie głównym Fernando León de Aranoa